# Ласкаратос, Андреас
Андре́ас Ласкара́тос (Андрей Ласкарат, греч. Ανδρέας Λασκαράτος; 1 мая 1811, Ликсури — 24 июля 1901, Аргостолион, Греция) — греческий поэт-сатирик и писатель родом с острова Кефалиния. Писал на греческом и итальянском языках. Был отлучён от Элладской православной церкви за многочисленные сатирические стихи антирелигиозной направленности.
Происходил из богатой аристократической семьи, изучал медицину в Италии и право в Париже, но впоследствии занимался юридической практикой только тогда, когда нуждался в этом по финансовым соображениям. Некоторое время имел ферму в родном городе, на которой пытался исследовать новые методы земледелия. Родился и прожил первую половину своей жизни в тот период, когда шёл процесс объединения Ионических островов с материковой Грецией, однако дистанцировался от политических движений.
Был особенно известен своим остроумием и привычкой свободно высказывать свои взгляды. Из-за множества сатирических стихотворений, в которых он высмеивал безнравственность, лицемерие и коррупцию среди духовенства, был отлучён от церкви, неоднократно подвергался преследованиям и арестам, был вынужден жить, спасаясь от властей, в разных районах страны и некоторое время в Лондоне. После возвращения на родину был издателем нескольких сатирических журналов.
Известен героико-комической поэмой «Λιξοΰρι» (1845) и сатирой «Кефалонийские мистерии» (Μυστηρίαι Κεφαλονίας, 1856), вызвавшей против него особенные гонения со стороны духовенства; в 1868 году он описал эти гонения на итальянском языке в книге «Mie sofferenze».
Его зятем был композитор Георгиос Лампирис.

## Известные сочинения
- Στιχουργήματα (1872),
- Τα μυστήρια της Κεφαλονιάς (1872),
- Ιδού ο άνθρωπος ή ανθρώπινοι χαρακτήρες(1874),
- Ποιήματα και ανέκδοτα (1884),
- Οι καταδρομές μου εξαιτίας του «Λύχνου» (1888),
- Απόκριση στον αφορισμό (1908),
- Αυτοβιογραφία (1912).